# Tureby Sogn
Tureby Sogn er et sogn i Tryggevælde Provsti (Roskilde Stift).
I 1800-tallet var Tureby Sogn anneks til Sønder Dalby Sogn (dengang kaldt Dalby Sogn). Begge sogne hørte til Fakse Herred i Præstø Amt. Dalby-Tureby sognekommune ændrede i starten af 1960'erne navn til Sønder Dalby. Den blev ved kommunalreformen i 1970 indlemmet i Rønnede Kommune, der ved strukturreformen i 2007 indgik i Faxe Kommune.
I Tureby Sogn ligger Tureby Kirke.
I sognet findes følgende autoriserede stednavne:
- Borup Overdrev (bebyggelse)
- Børsted (bebyggelse, ejerlav)
- Grevindeskov (areal, bebyggelse)
- Hæs (bebyggelse)
- Karolinesminde (bebyggelse)
- Kæderup (bebyggelse, ejerlav)
- Lådnehuse (bebyggelse)
- Møllestrædet (bebyggelse)
- Nyby (bebyggelse)
- Nyhuse (bebyggelse)
- Nyskov (areal)
- Rødehus (landbrugsejendom)
- Teglværkshuse (bebyggelse)
- Tollerødhæs (bebyggelse)
- Trondhjemshuse (bebyggelse)
- Tureby Overdrev (bebyggelse)
- Turebyholm (ejerlav, landbrugsejendom)
- Turebylille (landbrugsejendom)

Af gamle stednavne kan også nævnes:
- Tureby Smedje (bebyggelse), der i mange år var ejet af familien Christiansen.
- Tureby Station (fra 1870, ved Algestrup) ligger derimod i nabosognet Sædder.